# Ljuboslaw Penew
Ljuboslaw „Lubo“ Mladenow Penew (bulgarisch Любослав Младенов Пенев, wiss. Transliteration Ljuboslav Mladenov Penev; * 31. August 1966 in Dobritsch) ist ein ehemaliger bulgarischer Fußballspieler und einstiger Trainer der bulgarischen Fußballnationalmannschaft.

## Karriere als Spieler
Penews erstes Profiteam war ZSKA Sofia aus der bulgarischen Hauptstadt. Sein Debüt in der ersten Mannschaft gab der Neffe Dimitar Penews 1984 als 18-Jähriger. Das ZSKA der späten 1980er Jahre war der Stammklub einiger bulgarischer Fußballspieler, die in den 1990er Jahren Weltklasse wurden. In dieser Zeit spielte Penew zusammen mit Spielern wie Verteidiger Trifon Iwanow, Flügelspieler Emil Kostadinow und Stürmer Christo Stoitschkow. Mit ZSKA gewann Penew zwei Mal die bulgarische Liga (1987 und 1989) und holte drei Mal den bulgarischen Pokal (1987, 1988 und 1989). Auch wurde er 1988 zum bulgarischen Fußballer des Jahres gewählt.
Nachdem er es im bulgarischen Fußball zu großem Ruhm gebracht hatte, verließ er das Land 1989 und machte einen für seine Karriere wichtigen Schritt, indem er nach Spanien wechselte. In der Primera División spielte Penew für vier verschiedene Vereine: FC Valencia, Atlético Madrid, SD Compostela und Celta Vigo. Der Höhepunkt seiner Zeit in Spanien war die Saison 1995/96 mit Atlético, als der Klub sowohl den spanischen Meistertitel als auch den Pokal sichern konnte. Penew war der effizienteste Spieler der Meistermannschaft: In 44 Spielen erzielte er 22 Tore (sowohl in der Liga als auch im Pokal). 2001 beendete er seine Karriere in Bulgarien.
Penew repräsentierte Bulgarien auch an der EM 1996 in England und an der WM 1998 in Frankreich, wo er tragisch auffiel, als er gegen Frankreich ein Eigentor schoss.
Penews Lieblingsposition auf dem Spielfeld war die des Mittelstürmers. Mit seiner eindrucksvollen Statur von beinahe 190 Zentimetern war der Rechtsfüßer oft das Ziel der Flanken seiner Mannschaftskameraden. Zusätzlich zu seinen Fähigkeiten als Torschütze war und ist er für seinen großen Kampfgeist sowohl auf als auch neben dem Platz bekannt. Den größten Rückschlag seiner Karriere erlitt er 1994, als bei ihm Hodenkrebs diagnostiziert wurde. An der WM 1994 mit der wahrscheinlich besten bulgarischen Mannschaft aller Zeiten konnte er nicht teilnehmen, und das Ende seiner Karriere, wenn nicht sogar seines Lebens, zeichnete sich ab. Penew jedoch erholte sich sehr schnell und war in der nächsten Saison bereits wieder ein Schlüsselspieler beim Double von Atlético. Christo Stoitschkow beschrieb seinen engen Freund als einen wahren Kämpfer. Laut Stoichkov hätte ein schwächerer Mann aufgegeben, doch Penew biss einfach die Zähne zusammen und besiegte die Krankheit.

## Karriere als Trainer
Penev arbeitete ab 2009 als Trainer im bulgarischen Vereinsfußball, zunächst ein knappes Jahr bei ZSKA Sofia. Im September 2010 heuerte er bei Litex Lowetsch an und führte die Mannschaft zum Meistertitel 2011. Wenige Monate später trat er zurück, um unmittelbar im Anschluss, im Oktober 2011, das Amt des bulgarischen Nationaltrainer zu übernehmen. In dieser Position durfte Penev gut drei Jahre lang wirken, ehe er aufgrund ausbleibenden Erfolgs im November 2014 beurlaubt wurde. Davor verlängerte er seinen auslaufenden Vertrag am 1. November 2013 vorzeitig um weitere zwei Jahre, wobei er der Mannschaft zur Teilnahme an der Fußball-Europameisterschaft 2016 in Frankreich verhelfen sollte.
Am 6. Juni 2014 wurde Penew als neuer Trainer von Botew Plowdiw vorgestellt, wobei er betonte seine Arbeit mit der bulgarischen Nationalmannschaft nicht zu vernachlässigen. Aufgrund plötzlicher finanzieller Probleme des Klubs wurde sein Vertrag nach nur einem Monat und einem absolvierten Spiel, einem 4:0-Sieg über den AC Libertas in der 1. Qualifikationsrunde zur Europa League 2014/15, wieder aufgelöst. Nach seinem Abgang konzentrierte sich Penew wieder mehr auf seine Tätigkeit bei der bulgarischen Fußballnationalmannschaft. Doch auch diese musste er im November 2014 nach ausstehender Erfolge und einer Reihe schlechter Ergebnisse, zuletzt einem 1:1-Remis gegen Malta, verlassen. Danach heuerte er Ende April 2015 bei seinem ehemaligen Klub ZSKA Sofia an und betreute diesen bis zum Saisonende 2014/15, nachdem er Interimstrainer Galin Iwanow, der für den abgegangenen Stojtscho Mladenow eingesprungen war, ablöste.
Mitte Januar 2016 wurde er wieder von Litex Lowetsch als Trainer eingestellt. Zu diesem Zeitpunkt war bereits der Zwangsabstieg des Vereins in die 2. Liga zur Saison 2016/17 entschieden hoffte. Lowetsch hoffte, unter Penew als Trainer den bulgarischen Pokal zu gewinnen. Nachdem er dort im Halbfinale ausgeschieden war, wurde sein Vertrag zum Saisonende beendet.
Nachdem er ein Jahr nicht als Trainer aktiv wurde, wurde er im Sommer 2017 als Trainer der zweiten Mannschaft des spanischen Vereins FC Valencia verpflichtet. Als sich Penew im November 2017 um den Vorsitz des bulgarischen Fußballverbandes bewarb, wurde er von Valencia als Trainer entlassen.
Erneut war er ein Jahr lang nicht als Trainer tätig, bevor er Anfang Februar 2019 erneut bei ZSKA Sofia eingestellt wurde. Nach drei Monaten gab er wegen mangelnder Unterstützung durch den Vorstand die Tätigkeit wieder auf.
Nach einem weiteren Jahr Pause wurde er im Mai 2020 Trainer beim Lokalrivalen Zarsko Selo Sofia. Ende März 2021 wechselte er von dort zurück zu ZSKA Sofia und unterschrieb einen Vertrag bis Sommer 2022 mit der Option der Verlängerung um ein Jahr. Dort wurde im Juli 2021, am ersten Tag der neuen Saison, wieder entlassen.
Mitte Oktober 2021 wurde er wieder von Zarsko Selo Sofia als Trainer verpflichtet. Nachdem aus finanziellen Gründen Mitte Dezember 2021 zahlreiche Spieler den Verein verlassen hatte und dieser die Saison mit den Junioren beendet hatte, verließ auch Penew den Verein.
Nach einer weiteren Pause wurde er im Mai 2022 von ZSKA 1948 Sofia als Trainer verpflichtet.

## Sportliche Erfolge

### Als Spieler
mit CSKA
- bulgarischer Meister: 1986/87 und 1988/89
- bulgarischer Pokalsieger: 1985, 1987, 1988, 1989
- bulgarische Superpokal: 1989

mit Valencia
- spanischer Vizemeister: 1989/1990

mit Atlético Madrid
- spanischer Meister: 1995/1996
- spanischer Pokalsieger: 1995/1996

### Als Trainer
Litex Lowetsch
- bulgarischer Meister 2010/11